# Shawn Thornton
Pour les articles homonymes, voir Thornton.
Shawn Thornton (né le 23 juillet 1977 à Oshawa, Ontario, Canada) est un joueur professionnel canadien de hockey sur glace.

## Carrière de joueur
Il a été repêché en 7e ronde, 190e au total par les Maple Leafs de Toronto au repêchage d'entrée de 1997. Il évolue dans la Ligue nationale de hockey avec les Bruins de Boston au poste de ailier droit. Il a gagné la Coupe Stanley avec l'équipe 2006-2007 des Ducks d'Anaheim et avec l'équipe 2010-2011 des Bruins de Boston.
Le 7 décembre 2013, Thornton attrape par derrière et frappe le joueur des Penguins de Pittsburgh Brooks Orpik qui a blessé sur une mise en échec le coéquipier de ce dernier Loui Eriksson. Orpik est inconscient à la suite des coups de poing de Thornton et sortira sur civière avec une commotion cérébrale. Après cet événement, Shawn Thornton a exprimé ses remords, il a ajouté: « C'est toujours mon travail de défendre mes coéquipiers... ». Le 14 décembre 2013, la LNH le suspend pour 15 matches à la suite de cet incident.
Après avoir joué sept saisons à Boston, il signe un contrat de deux ans avec les Panthers de la Floride, 1,2 million de dollars par année, le 1er juillet 2014. Il signe une prolongation de contrat le 25 février 2016, avec les Panthers.
Il se retire de la compétition après avoir complété la saison 2016-2017 avec les Panthers.

## Statistiques
| Saison     | Équipe                    | Ligue      |     | Saison régulière | Saison régulière | Saison régulière | Saison régulière | Saison régulière |   | Séries éliminatoires | Séries éliminatoires | Séries éliminatoires | Séries éliminatoires | Séries éliminatoires |
| Saison     | Équipe                    | Ligue      | PJ  | B                | A                | Pts              | Pun              | PJ               | B | A                    | Pts                  | Pun                  |                      |                      |
| 1995-1996  | Petes de Peterborough     | LHO        | 63  | 4                | 10               | 14               | 192              | 24               | 3 | 0                    | 3                    | 25                   |                      |                      |
| 1996-1997  | Petes de Peterborough     | LHO        | 61  | 19               | 10               | 29               | 204              | 11               | 2 | 4                    | 6                    | 20                   |                      |                      |
| 1997-1998  | Maple Leafs de Saint-Jean | LAH        | 59  | 0                | 3                | 3                | 225              | -                | - | -                    | -                    | -                    |                      |                      |
| 1998-1999  | Maple Leafs de Saint-Jean | LAH        | 78  | 8                | 11               | 19               | 354              | 5                | 0 | 0                    | 0                    | 9                    |                      |                      |
| 1999-2000  | Maple Leafs de Saint-Jean | LAH        | 60  | 4                | 12               | 16               | 316              | -                | - | -                    | -                    | -                    |                      |                      |
| 2000-2001  | Maple Leafs de Saint-Jean | LAH        | 79  | 5                | 12               | 17               | 320              | 3                | 1 | 2                    | 3                    | 2                    |                      |                      |
| 2001-2002  | Admirals de Norfolk       | LAH        | 70  | 8                | 14               | 22               | 281              | 4                | 0 | 0                    | 0                    | 4                    |                      |                      |
| 2002-2003  | Admirals de Norfolk       | LAH        | 50  | 11               | 2                | 13               | 213              | 9                | 0 | 2                    | 2                    | 28                   |                      |                      |
| 2002-2003  | Blackhawks de Chicago     | LNH        | 13  | 1                | 1                | 2                | 31               | -                | - | -                    | -                    | -                    |                      |                      |
| 2003-2004  | Admirals de Norfolk       | LAH        | 64  | 6                | 11               | 17               | 259              | 8                | 1 | 1                    | 2                    | 6                    |                      |                      |
| 2003-2004  | Blackhawks de Chicago     | LNH        | 8   | 1                | 0                | 1                | 23               | -                | - | -                    | -                    | -                    |                      |                      |
| 2004-2005  | Admirals de Norfolk       | LAH        | 71  | 5                | 9                | 14               | 263              | 6                | 0 | 0                    | 0                    | 8                    |                      |                      |
| 2005-2006  | Admirals de Norfolk       | LAH        | 59  | 10               | 22               | 32               | 192              | 4                | 0 | 0                    | 0                    | 35                   |                      |                      |
| 2005-2006  | Blackhawks de Chicago     | LNH        | 10  | 0                | 0                | 0                | 16               | -                | - | -                    | -                    | -                    |                      |                      |
| 2006-2007  | Pirates de Portland       | LAH        | 15  | 4                | 4                | 8                | 55               | -                | - | -                    | -                    | -                    |                      |                      |
| 2006-2007  | Ducks d'Anaheim           | LNH        | 48  | 2                | 7                | 9                | 88               | 15               | 0 | 0                    | 0                    | 19                   |                      |                      |
| 2007-2008  | Bruins de Boston          | LNH        | 58  | 4                | 3                | 7                | 74               | 7                | 0 | 0                    | 0                    | 6                    |                      |                      |
| 2008-2009  | Bruins de Boston          | LNH        | 79  | 6                | 5                | 11               | 123              | 10               | 1 | 0                    | 1                    | 6                    |                      |                      |
| 2009-2010  | Bruins de Boston          | LNH        | 74  | 1                | 9                | 10               | 141              | 12               | 0 | 0                    | 0                    | 4                    |                      |                      |
| 2010-2011  | Bruins de Boston          | LNH        | 79  | 10               | 10               | 20               | 122              | 18               | 0 | 1                    | 1                    | 24                   |                      |                      |
| 2011-2012  | Bruins de Boston          | LNH        | 81  | 5                | 8                | 13               | 154              | 5                | 0 | 0                    | 0                    | 0                    |                      |                      |
| 2012-2013  | Bruins de Boston          | LNH        | 45  | 3                | 4                | 7                | 60               | 22               | 0 | 4                    | 4                    | 18                   |                      |                      |
| 2013-2014  | Bruins de Boston          | LNH        | 64  | 5                | 3                | 8                | 74               | 12               | 0 | 1                    | 1                    | 4                    |                      |                      |
| 2014-2015  | Panthers de la Floride    | LNH        | 46  | 1                | 4                | 5                | 50               | -                | - | -                    | -                    | -                    |                      |                      |
| 2015-2016  | Panthers de la Floride    | LNH        | 50  | 1                | 4                | 5                | 80               | 4                | 0 | 0                    | 0                    | 2                    |                      |                      |
| 2016-2017  | Panthers de la Floride    | LNH        | 50  | 2                | 2                | 4                | 67               | -                | - | -                    | -                    | -                    |                      |                      |
| Totaux LNH | Totaux LNH                | Totaux LNH | 705 | 42               | 60               | 102              | 1 103            | 105              | 1 | 6                    | 7                    | 83                   |                      |                      |